# Gladiator (forlag)
 For alternative betydninger, se Gladiator (flertydig). (Se også artikler, som begynder med Gladiator)
Forlaget Gladiator er stiftet i 2013 af forfatterne Josefine Klougart, Hans Otto Jørgensen og forlagsredaktør Jakob Sandvad med hjemsted i København. Har siden 2014 samarbejdet med investeringsforeningen SKAGEN Fondene om en udgivelsesmodel, der ved udgivelse på forlaget sikrer nulevende forfattere halvdelen af overskuddet ved salg af deres bøger samt de fulde rettigheder efter to år. Har under navnet Sandalserien desuden genudgivet en lang mindre kendte forfattere fra især tiden omkring det moderne gennembrud til første halvdel af det 20. århundrede. Forlaget driver derudover en række forfatterkurser og et tidsskrift, Texas Longhorn, og er i 2017 også begyndt at udgive oversat litteratur.
Forlaget blev i 2019 fremhævet i dagbladet Information som "det mindre forlag, der mest aggressivt forsøger at drive vækstvirksomhed på litteraturens egne vilkår". Det har bl.a. udgivet bøger af Maja Lee Langvad, Josefine Graakjær Nielsen og Anita Furu, heriblandt sidstnævntes roman Mit halve liv, der fik BogForums debutantpris i 2018.